# Петрівське (Старобільський район)
Петрі́вське — село в Україні, у Чмирівській сільській громаді Старобільського району Луганської області. Населення становить 258 осіб.
| Україна | Це незавершена стаття з географії України. Ви можете допомогти проєкту, виправивши або дописавши її. |